# North Downs

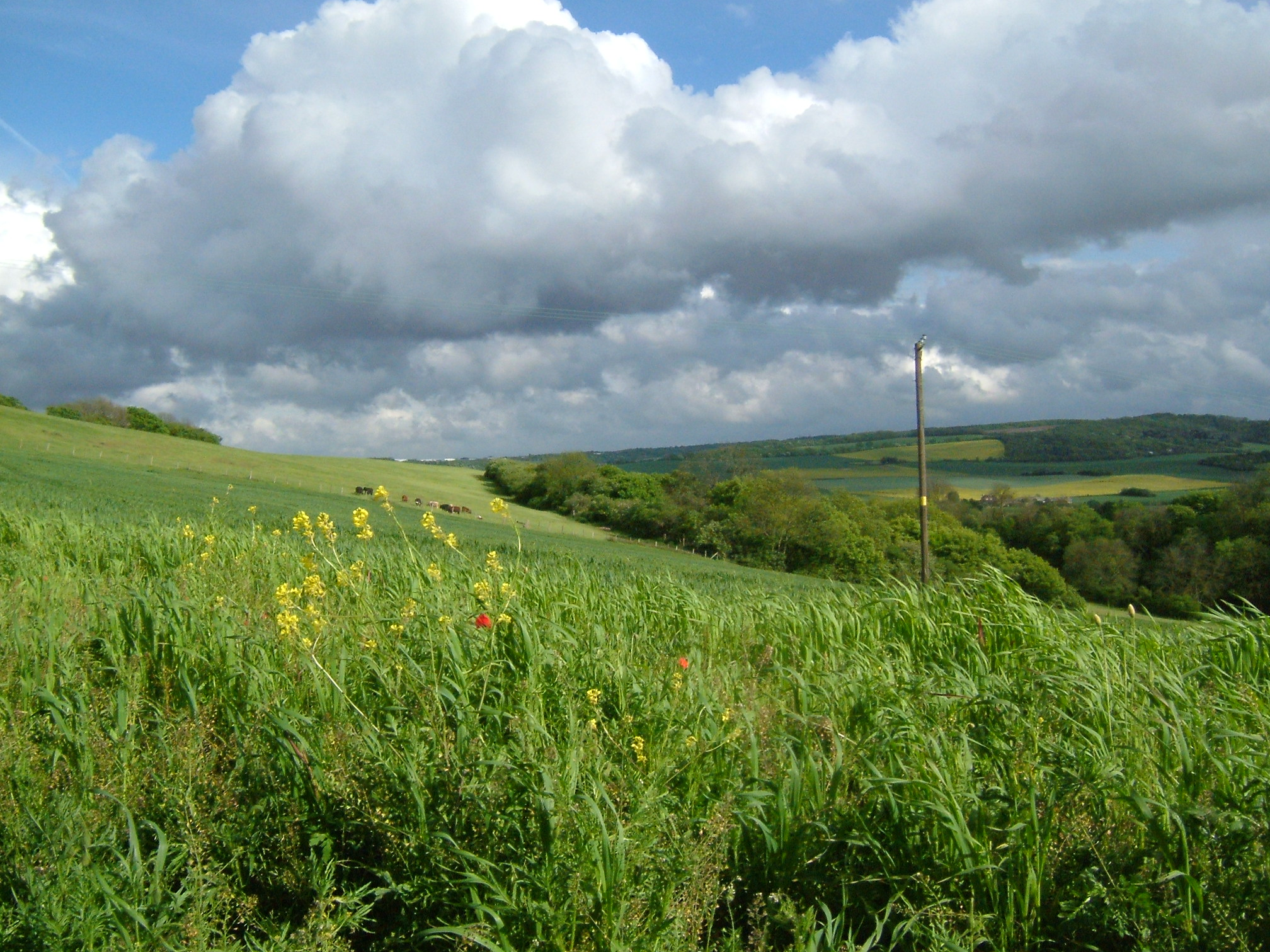
Downland Landschaft im Ranscombe Naturschutzgebiet in der Nähe von Cuxton, Kent.

Die North Downs sind ein Höhenzug im Südosten Englands, der zur südenglischen Kreideformation gehört. Er trennt die eher ländlichen Regionen Südenglands von dem verstädterten Ballungsraum der Metropole Greater London.
Er zieht sich über 160 km von Hampshire durch Surrey und Kent. In Surrey ist ein Teil der North Downs auch unter dem Namen Hog’s Back bekannt. Die Hügel werden von den Flüssen Wey, Mole, Darent, Medway, und Stour durchschnitten. Der Mole durchquert die North Downs zwischen Dorking und Leatherhead im sogenannten Mole Gap, das ein Site of Special Scientific Interest (SSSI) von europäischer Bedeutung ist.
Die North Downs formen den nördlichen Teil eines Weald, dessen südlicher Teil die South Downs bilden, welche quasi das Spiegelbild der North Downs darstellen. Die höchste Erhebung Surreys ist der 294 m hohe südlich von Dorking in Surrey gelegene Leith Hill, der aber keinen Teil der North Downs ist. In Kent erreichen die North Downs mit dem Westerham Hill eine Höhe von 252 m.
In bzw. in der Nähe der North Downs befinden sich die Städte und Ortschaften Basingstoke in Hampshire; Farnham, Guildford, Dorking, Reigate und Redhill in Surrey; sowie Sevenoaks, Maidstone, Ashford und Dover in Kent. An der Stelle, an der die North Downs auf den Ärmelkanal treffen, bilden sie die bekannten weißen Kreidefelsen von Dover.
Da der Kreideuntergrund der North Downs sehr porös ist und somit wenig Wasser speichert, hat sich eine überwiegend baumlose Landschaft ausgebildet. Auf der Südseite der North Downs befinden sich oftmals Steilhänge, die von bewaldeten antiklinalen Tälern durchzogen werden. Es handelt sich dabei um für die Landschaft typische trockene Täler, in denen kleine Ortschaften und kurvenreiche Straßen zu finden sind.
Innerhalb der North Downs sind zwei Gegenden als Gebiete von hervorragender Naturschönheit Area of Outstanding Natural Beauty (AONB) ausgewiesen. Dies sind die Surrey Hills und die Kent Downs.
Touristisch attraktiv ist der North Downs Way, ein an Steilhängen entlang führender Fernwanderweg, der an vielen Stellen einem Pilgrims’ Way genannten historischen Pilgerweg folgt.
Der in den North Downs vorherrschende Landschaftstyp wird Downland genannt. Er zeichnet sich durch einen besonders hohen Anteil an Grasland aus, das vormals als Weideland für Schafe genutzt wurde. In Anlehnung an die Namen ähnlich geformter und genutzter Landschaften wird jeweils eine Schafsrasse South Down und Hampshire Down genannt. Diese Bezeichnungen setzte sich durch, obwohl beide Schafsrassen einst in den North Downs grasten. Lange Zeit hielten die weidenden Schafe das Gras in den North Downs kurz. Da sich die Zahl der grasenden Schafe in den letzten Jahrzehnten jedoch signifikant verringert hat und zudem im Jahre 1953 ein Myxomatoseausbruch die Kaninchenpopulation dezimierte, ist eine zunehmende Verbuschung der Landschaft zu beobachten. Die in den letzten Jahren einsetzende Erholung der Kaninchenpopulation hat nicht mehr viel Einfluss auf diese Entwicklung nehmen können, da sich das Buschland bereits über zu weite Gebiete ausgedehnt hat.